# Berberis vulgaris
Berberis vulgaris o agracejo es una especie de arbusto perteneciente a la familia de las berberidáceas. Este arbusto, que puede alcanzar hasta 3 metros de altura, se desarrolla en terrenos calizos abiertos entre los 1400 y los 2300 metros sobre el nivel del mar de Europa central y meridional, Asia occidental y norte de África.

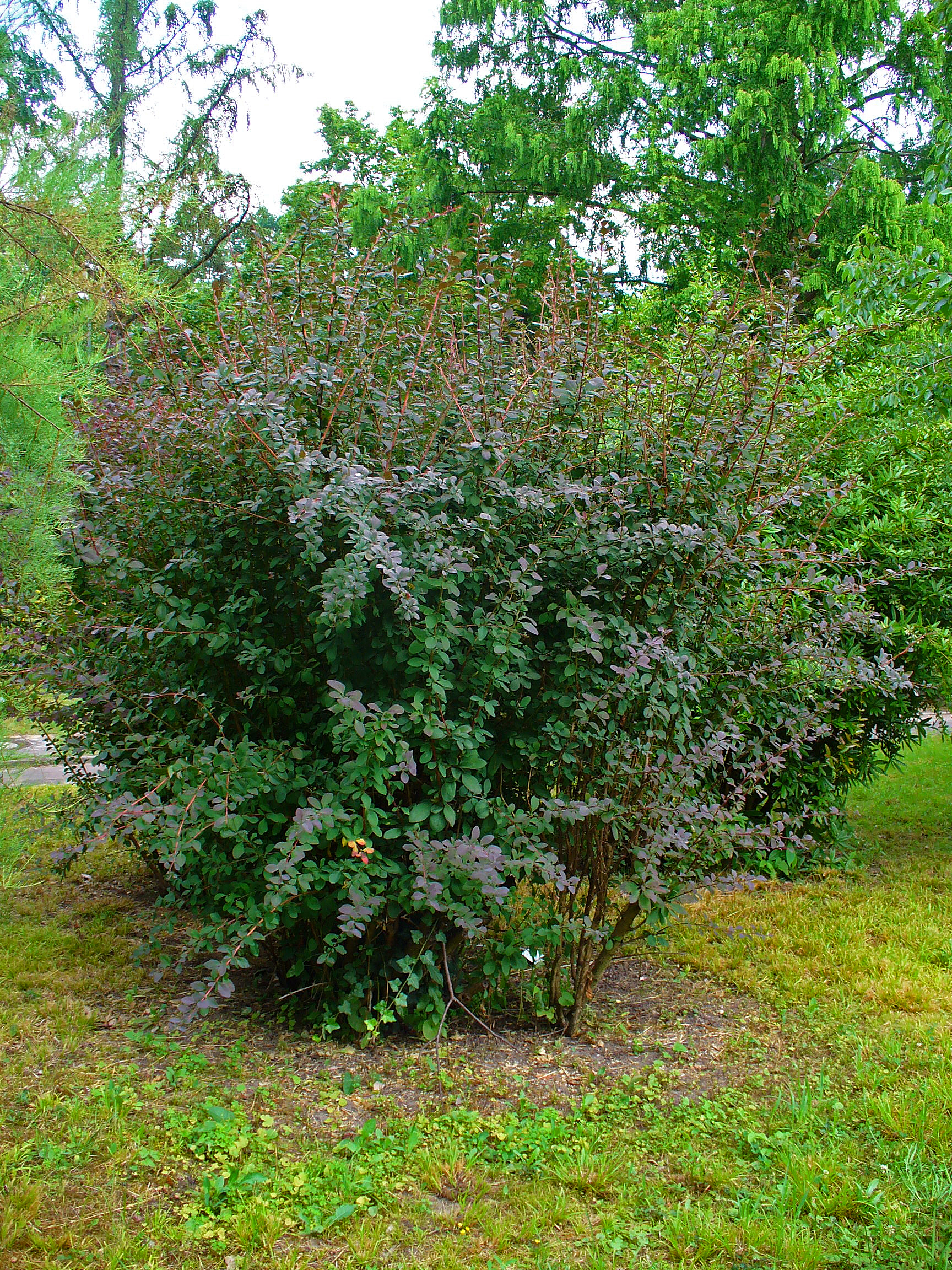
Vista de la planta

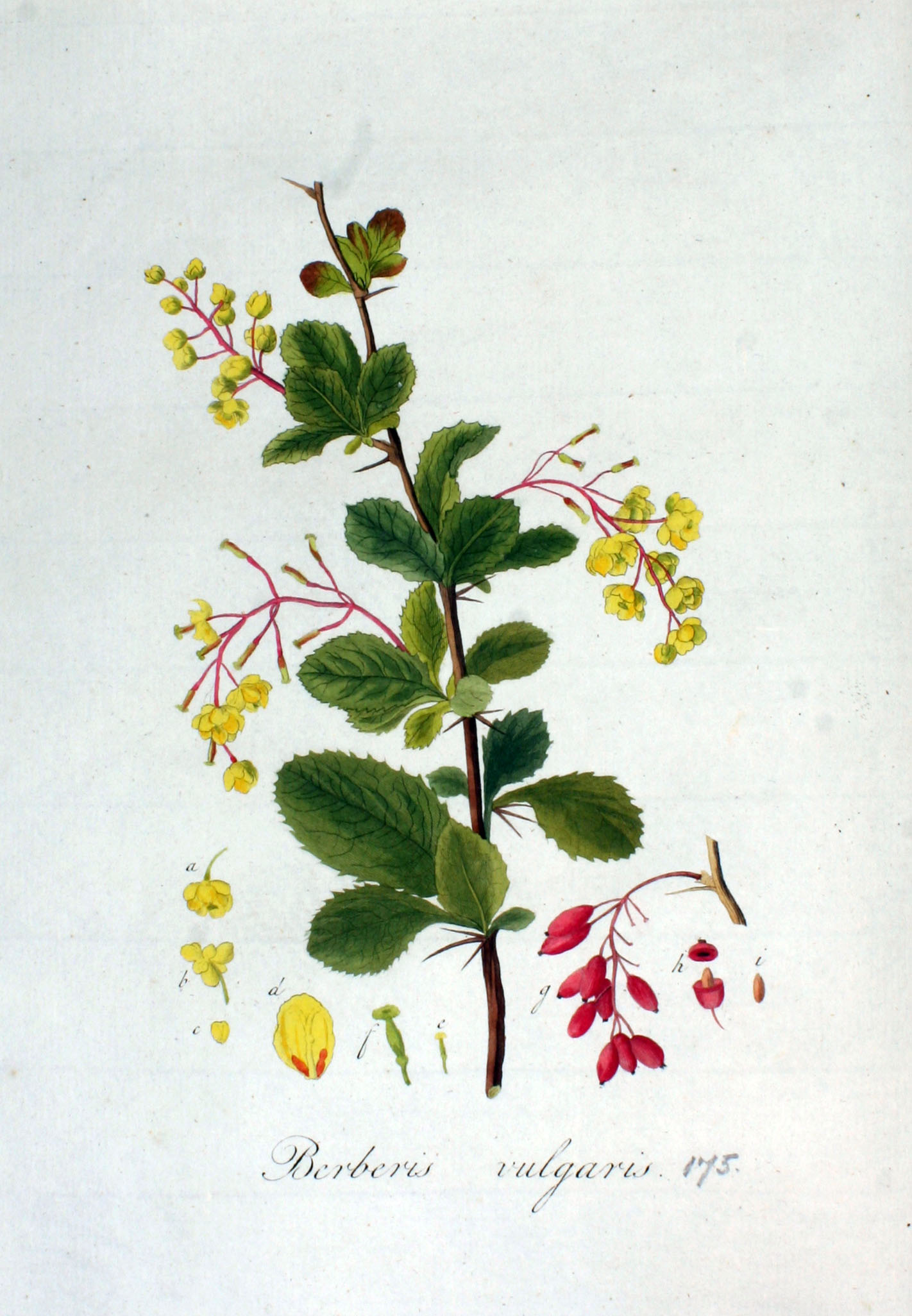
Ilustración de Flora Batava.

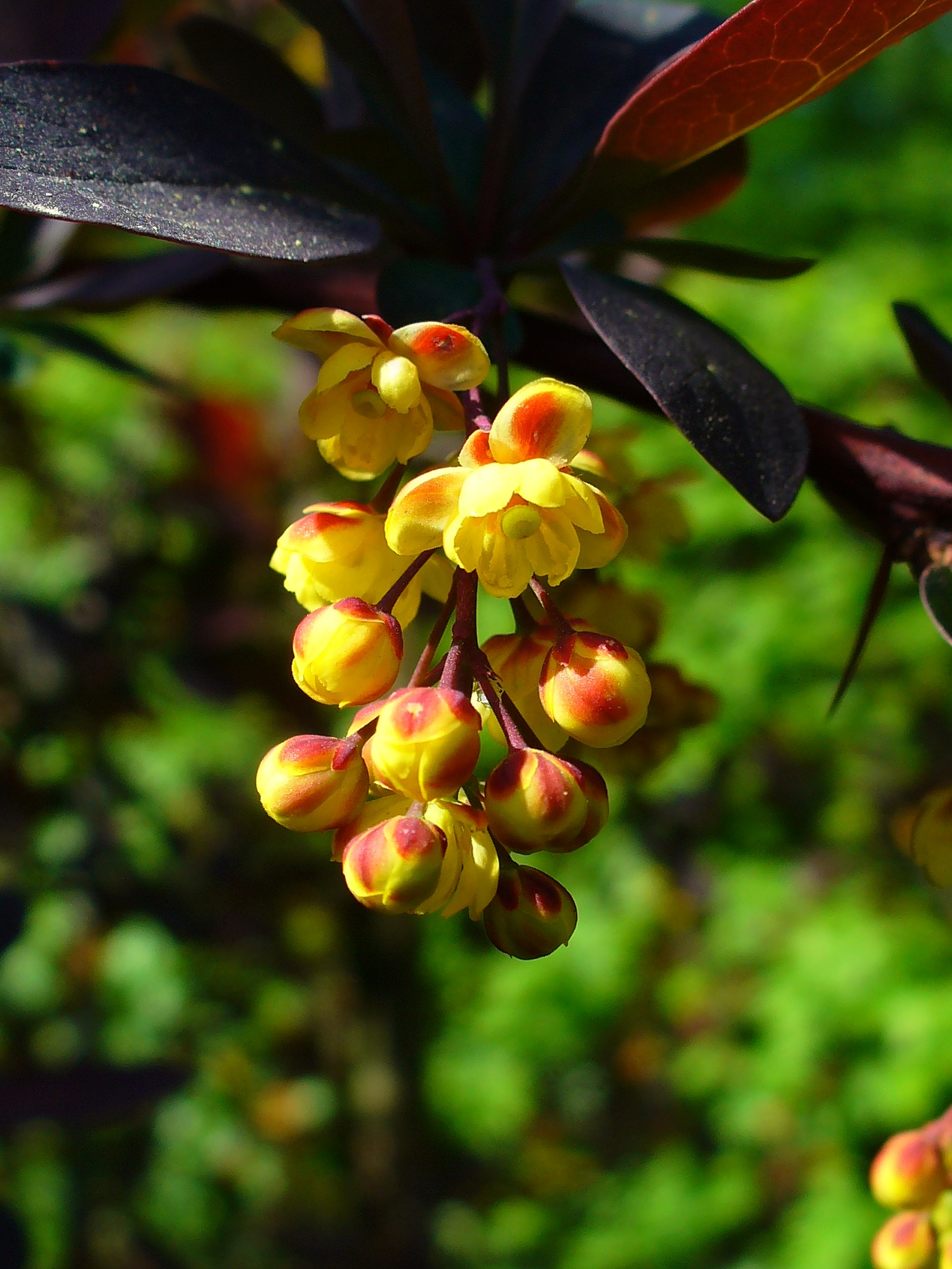
Inflorescencia.

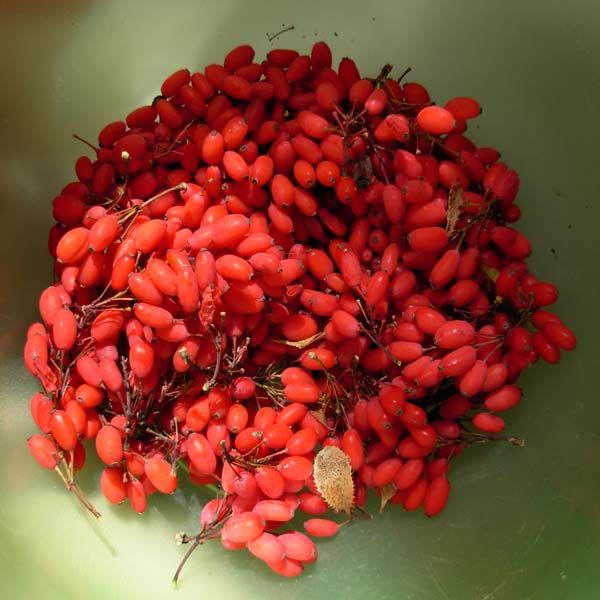
Frutos.

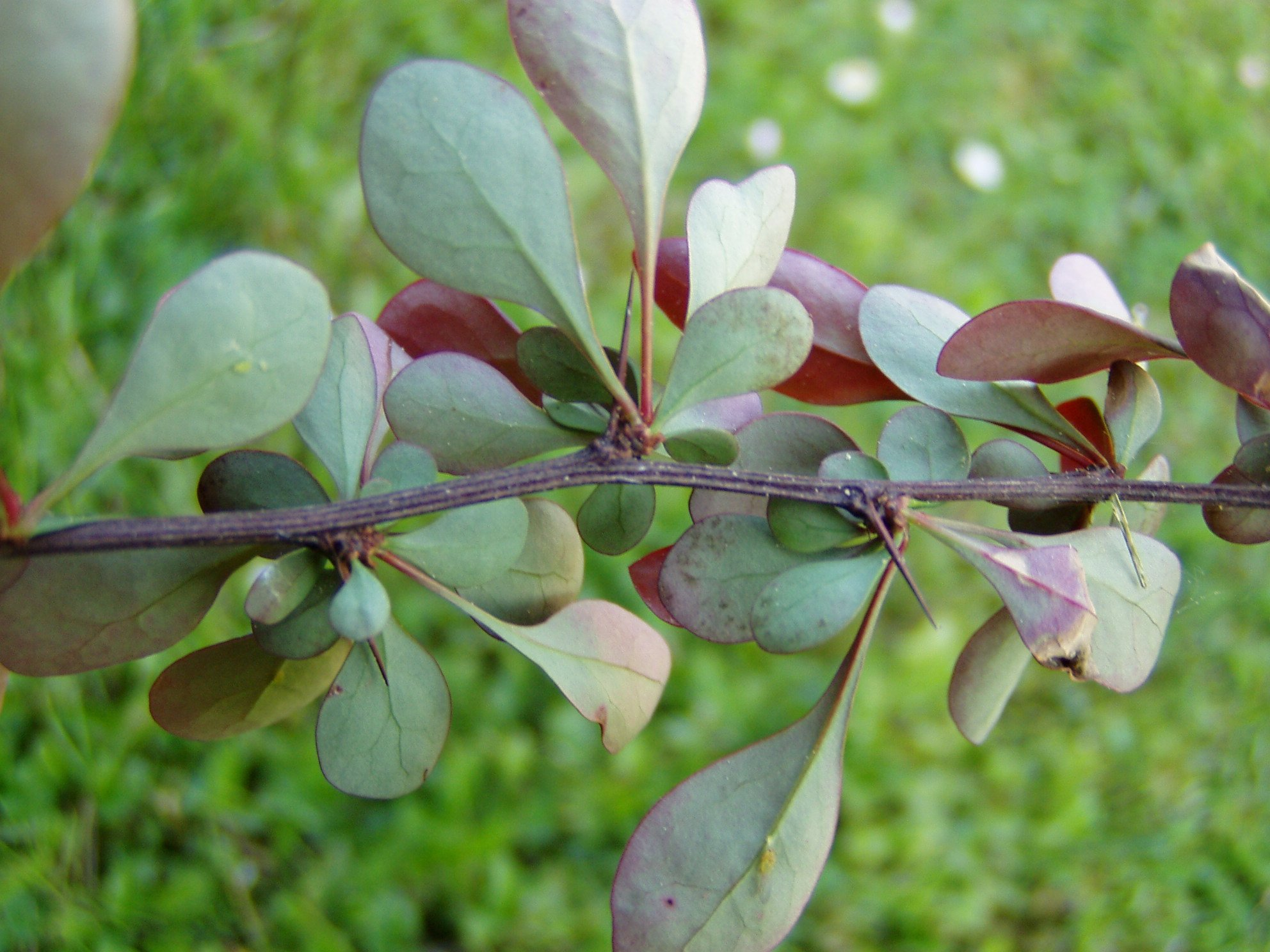
Hojas.

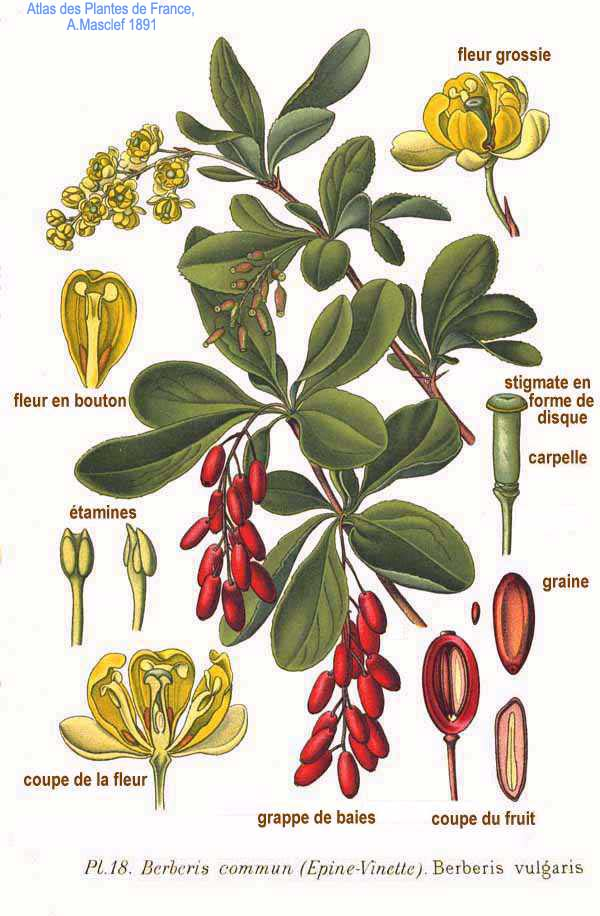
Ilustración.

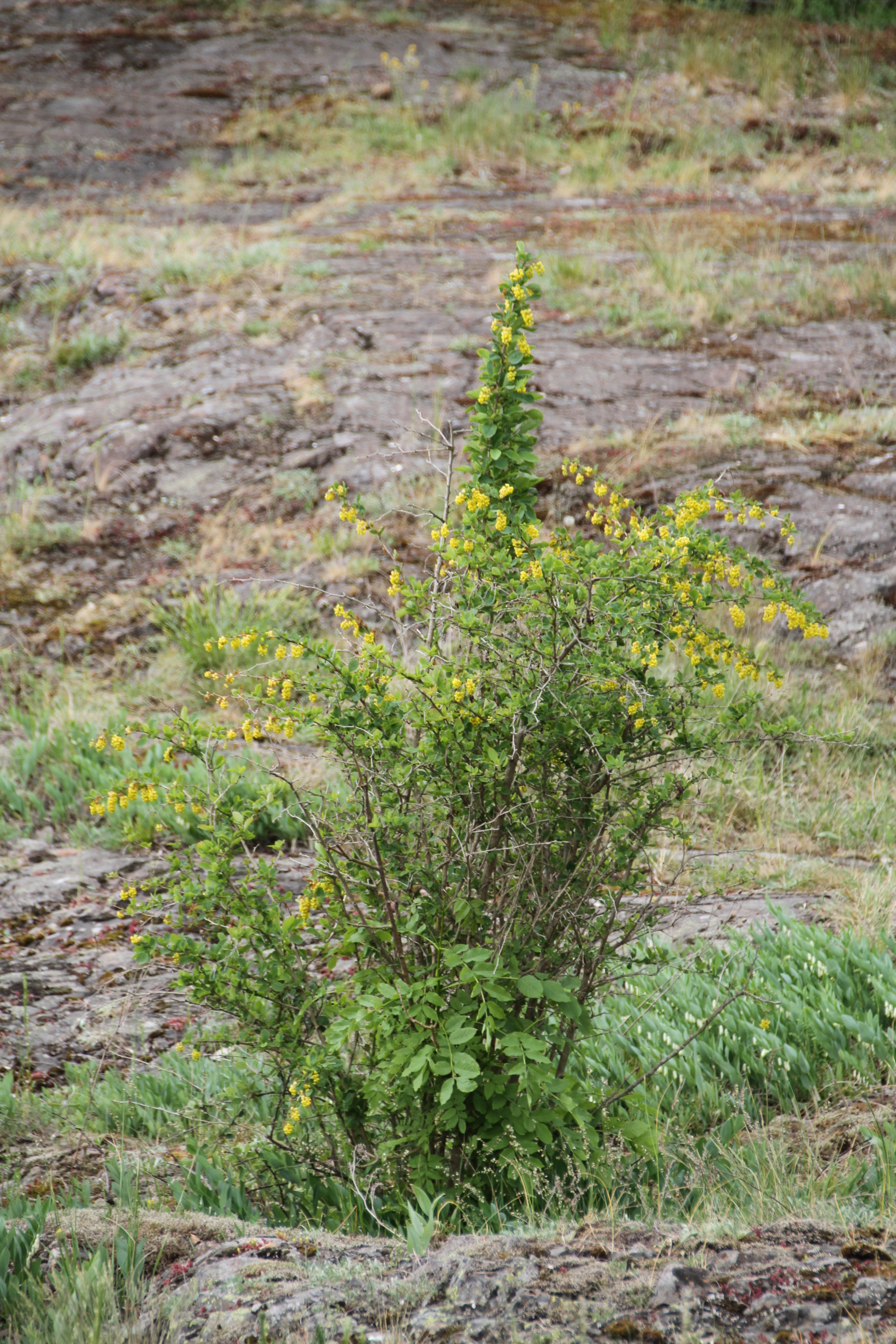
Hábito de la planta.

## Descripción
Berberis vulgaris es un arbusto con tallos leñosos y erectos que pueden llegar a alcanzar hasta 3 metros de altura. La corteza de los tallos más jóvenes tienen un color púrpura a pajizo mientras que los tallos más viejos son grises. La epidermis de los tallos está densamente ocupada por espinas simples o trifurcadas con una espina central de mayor tamaño, hasta 35 mm de longitud. Posee hojas elípticas a obovadas, sésiles o pecioladas y con el margen entero o espinuloso. Las flores de Berberis vulgaris se agrupan en racimos pedunculados o sésiles con brácteas ovadotriangulares de margen entero o denticulado. Cada una de las 3 a 25 flores del racimo tiene entre 4 y 6 mm de diámetro. Poseen sépalos ovales y pétalos amarillentos oblanceolados de hasta 4,5 mm de longitud. Los frutos son unas bayas de color rojo a negro azulado de entre 5 y 9 mm de longitud y entre 3 y 4,5 mm de anchura productoras de semillas fusiformes de entre 4,5 y 6,5 mm de longitud.
La coloración amarillo dorado del tallo y la sección de la raíz se debe a la presencia de berberina. Los frutos maduros, desprovistos de toxicidad, son comestibles; pero se recomienda su consumo cocido.

## Distribución y hábitat
Es un arbusto que se desarrolla comúnmente en los ríos, bosques aclarados y pastos semiáridos en terrenos calcáreos situados entre los 1400 y 2300 metros sobre el nivel del mar de Europa central y meridional, Asia occidental y norte de África. También se ha naturalizado en los Estados Unidos.

## Ecología
En esta planta se puede desarrollar la fase acídica del peligroso hongo Puccinia graminis (óxido negro), que provoca la enfermedad de la roya de los cereales.
La planta sirve de alimento a las larvas de la polilla Auchmis detersa.

## Usos

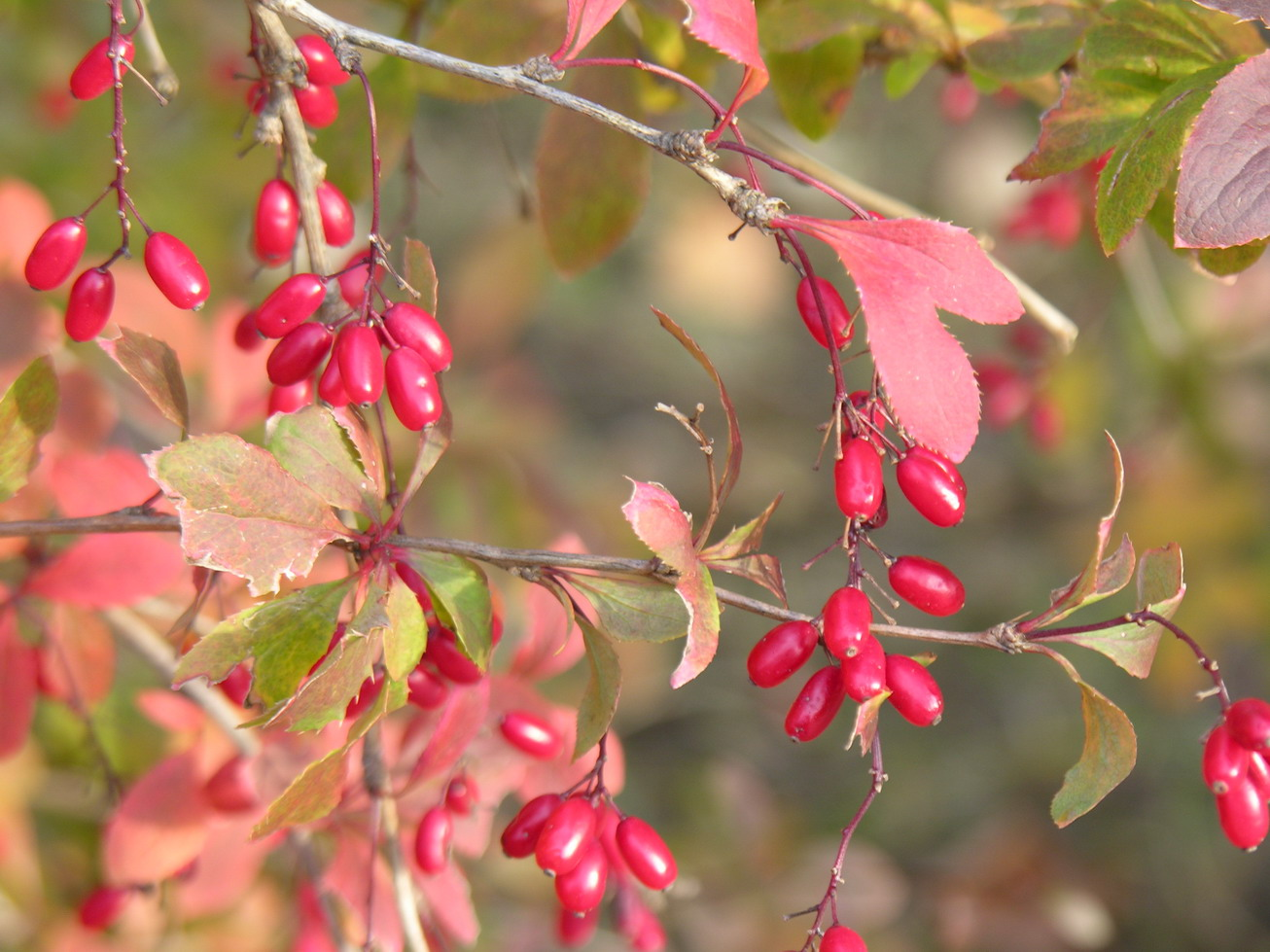
Berberis vulgaris

### Gastronomía
En Europa, los frutos silvestres ya maduros (agracejos) de esta especie, al igual que el del calafate, se utilizan tradicionalmente para hacer mermelada. En el suroeste de Asia, especialmente en Irán, donde se les llama zereshk (زرشک), las bayas maduras se utilizan para cocinar diferentes preparaciones, así como para hacer mermelada. Irán es un importante productor y consumidor de bayas de agracejo secas.

### Uso de corteza y raíces
La corteza y las raíces se utilizaban anteriormente para teñir textiles, cuero y madera de color amarillo. La madera dura se utiliza para trabajos de incrustación y torneado.

### Jardinería
Es muy utilizado en jardinería como planta ornamental. Destaca por su hermosa forma de copa redondeada y floración masiva durante casi tres semanas. Especialmente decorativo en otoño, en frutas. Adecuado para la creación de setos difíciles de pasar, incluidos los cortados.

### Apicultura
Destaca su uso como flora apícola. La miel de agracejo es de color amarillo dorado, tiene un aroma agradable y un sabor dulce delicado.

## Propiedades e investigación
Posee propiedades que podrían resultar de utilidad en el tratamiento de la diabetes tipo 2, la hiperlipidemia y la hipertensión, sin efectos secundarios graves. No obstante, las evidencias son limitadas debido a la baja calidad general de los estudios científicos realizados hasta la fecha. Se estudia como posible tratamiento para el hígado graso no alcohólico.
Su uso está contraindicado durante el embarazo, en niños, simultáneamente con la toma de determinados antibióticos (la combinación puede presentar cardiotoxicidad) y antidiabéticos (pueden producirse hipoglucemias).[cita requerida]

## Toxicidad
Todos los órganos de Berberis vulgaris , incluido la fruta no madura, y especialmente las raíces contienen sustancias cuyo consumo puede provocar problemas en la salud humana, según el compendio publicado por la Autoridad Europea de Seguridad Alimentaria en 2012. En concreto se ha detectado la presencia de alcaloides de isoquinolina como la berberina, la palmatina y la jatrorrhizina y alcaloides derivados de la bisbenciltetrahidroisoquinolina como la berbamina, la oxiacantina y la isotetrandrina.

## Taxonomía
Berberis vulgaris fue descrita por Carlos Linneo y publicado en Species Plantarum 1: 330–331. 1753.
Etimología
Berberis: nombre genérico que es la forma latinizada del nombre árabe de la fruta.
vulgaris: epíteto latino que significa "común".
Variedades aceptadas
- Berberis vulgaris subsp. australis (Boiss.) Heywood
- Berberis vulgaris subsp. seroi O.Bolòs & Vigo

Sinonimia
- Berberis aetnensis var. turolensis Pau
- Berberis australis var. hackeliana C.K. Schneid.
- Berberis australis (Boiss.) Hochr.
- Berberis garciae Pau
- Berberis hispanica Boiss. & Reut.[11]
- Berberis abortiva P.Renault
- Berberis acida Gilib.
- Berberis aethnensis Bourg. ex Willk. & Lange
- Berberis alba Poit. & Turpin
- Berberis angulizans G.Nicholson
- Berberis apyrena K.Koch
- Berberis arborescens K.Koch
- Berberis articulata Loisel.
- Berberis asperma Poit. & Turpin
- Berberis aurea Tausch
- Berberis bigelovii Schrad.
- Berberis corallina G.Nicholson
- Berberis dentata Tausch
- Berberis dulcis K.Koch
- Berberis dumetorum Gouan
- Berberis edulis K.Koch
- Berberis elongata G.Nicholson
- Berberis globularis G.Nicholson
- Berberis hakodate Dippel
- Berberis heterophylla K.Koch
- Berberis iberica Sweet
- Berberis innominata Kielm.
- Berberis irritabilis Salisb.
- Berberis jacquinii K.Koch
- Berberis latifolia Poit. & Turpin
- Berberis marginata K.Koch
- Berberis maxima G.Nicholson
- Berberis maximowiczii Regel
- Berberis microphylla F.Dietr.
- Berberis mitis Schrad.
- Berberis nepalensis K.Koch
- Berberis nitens Schrad.
- Berberis obovata Schrad.
- Berberis orientalis C.K.Schneid.
- Berberis pangharengensis G.Nicholson
- Berberis pauciflora Salisb.
- Berberis racemosa Stokes
- Berberis rubra Poit. & Turpin
- Berberis sanguinea K.Koch
- Berberis sanguinolenta K.Koch
- Berberis sibirica Schult. & Schult.f.
- Berberis sieboldii Dippel
- Berberis sylvestris Poit. & Turpin
- Berberis violacea Poit. & Turpin[12]

## Nombres comunes
Abrilla, acetín, agracejo, agracejo oficinal, agracillo, agracillos, agracio, agraciu, agranzón, agrazón, agreilla, agrito, agruzejo, alargiz, alarguez, alarguiz, alguese, alrera, alro, arlera, arlo, aspalato, azota-Cristos, azote burdo, berberiles, berbero, berberís, borrachín, bérberis, bérbero, bérberoles, bérberos, escabrión, espina ramosa, espina romaza, espino, espino berberino, espino cambrón, garbanzón, granado, guindillas ásperas, tapaculo, vinagrera, vinagreras.